# Rabbia di vivere
(Slogan promozionale del film)
Rabbia di vivere (The Jesus Trip) è un film del 1971 diretto da Russ Mayberry.

## Trama
Waco e la sua banda di motociclisti sono ricercati dalla polizia per spaccio di eroina, durante la loro fuga nel deserto dell'Arizona si nascondono in un convento dal quale rapiscono suor Anna da usare come ostaggio. Tra il fuorilegge e la suora si instaura una relazione sentimentale che la porterà ad abbandonare i suoi voti religiosi ma la vicenda finirà in modo tragico.